# 타스님 록
타스님 록(Tasneem Roc, 1978년 12월 11일 ~ )은 오스트레일리아의 배우이다.

## 출연 작품
- 일곱 번째 사냥 (2009)